# Earl Mitchell
(en) Statistiques sur pro-football-reference
Earl Mitchell (né le 25 septembre 1987 à Houston) est un joueur américain de football américain. 

## Carrière

### Université
Mitchell fait ses études à l'université de l'Arizona. Il s'inscrit au draft de la NFL après la saison 2009.

### Professionnel
Earl Mitchell est sélectionné au troisième tour du draft de la NFL de 2010 par les Texans de Houston au quatre-vingt-et-unième choix. Pour sa première saison en professionnel (rookie), il entre au cours de quinze match (sur seize) et fait un sack et dix-huit tacles.
Il annonce sa retraite le 6 février 2020 à la suite de la défaite des 49ers de San Francisco lors du Super Bowl LIV contre Chiefs de Kansas City. Mitchell s’était retiré une première fois en Novembre 2019, mais était revenu afin d'aider l'équipe des 49ers lors des matchs de post-saison.